# 贰叁零之役
《贰叁零之役》（英語：Doubl2, Tripl3 or N0thing）是马来西亚八度空间电视台自家制作的一部华语游戏节目，由梁佑诚主持。

## 第1季
第一季当中每一集有四位参迎战以数学问题为主的挑战。《贰叁零之役》一共分成六关回合，全面都以数学与数字问题为主。每集开头以四位参赛者开始应战，从第三回合其每个回合都有一位参赛者被淘汰出局。

### 数学百家Cool
四名参赛者同时进行比赛，根据荧幕上发表的记性问题作答，答对者得100分。

### 大头学估价
参赛者一看看特产品后自行估价，出价比正确价格少及最接近者得100分，但出价超过正确价格即无法得分。

### 价码两对秤
参赛者同时玩个购物游戏，根据制定的价格寻购同价商品，限时45秒，成功完成任务者得50分。
此回合结束后，所有参赛者总分数被倍增，即：总分数最大乘3倍，第二位总分数乘2倍，第三位总分数乘1倍（即分数不变），而总分数最低者分数乘0倍（即分数消光）而就被淘汰。若有两位参赛者以上得同分数，他们必须度过PK问答，主持人念出一句问题，参赛者赶快举牌可作答，答对者就自身乘分得利，答错者则许对手得利。

### 噗通噗通60秒
每位参赛者带一位亲友入场，一只手戴上巨手套用来触控数码箱上的数学题展示答案，依靠亲友帮助，同时会遭对手亲友骚扰。依序掀开数学题（答案序列从1到10），若答错即重新游戏，限时60秒。答对一题得50分。
此回合结束后，所有参赛者总分数被倍增，即：总分数最大乘3倍，第二位总分数乘2倍，而总分数最低者分数乘0倍（即分数消光）而就被淘汰。若有两位参赛者以上得同分数，他们必须度过PK问答，主持人念出一句问题，参赛者赶快举牌可作答，答对者就自身乘分得利，答错者则许对手得利。

### 紧急红绿灯
两位参赛者找出制定的符号并排列正确。分数由500分开始，作答次数增加一次，分数减少100分。绿灯提示符号与排列位置正确，而红灯提示符号正确但排列不正确。若双方不得解答成功或同时答对，总分数领先者将进下一关。

### 终极战役
余下一位参赛者戴上巨手套，在限时30秒中向数学箱找出拥有相同答案的数学题，配对一题就把累积奖金带回家，配对两题就累积奖金乘2倍，配对三题就累积奖金乘3倍。

## 第2季
第2季当中每一集有三对参赛者参加。

### 数学百家酷
三对参赛者同时进行游戏，根据荧幕上发表的数学及几何学性问题作答，每一题答对者得200分。

### 眼力大考验
三对参赛者同时进行游戏，根据荧幕上发表的观察力性问题作答，每一题答对者得200分。

### 人体计算机
每对两位组员必须穿花俏服装，轮流进行比赛游戏，荧幕上将出现不同的数学问题，其中一位组员必须以跳计算机的方式告诉另一组员，该组员必须将答案算出，每一题答对者得200分。此回合结束后，总分数最少的一对参赛者就被淘汰。

### 数字大比拼
荧幕上将显示一个数字，参赛者必须找出有关的数字，排成一列组，然后找出与数字一样总数的数学题，答对最多题将成功晋级最后一段。

### 终极记忆
最幸的一对晋级这最后一段，此环节主要靠视觉将信息传达大脑，并将该形状所代表的数字记住，20秒后，参赛者必须回答主持人所提出与该形状和数字有关的问题。成功答对一题，将可以把原有的奖金带走；成功答对两题，将可把两倍的奖金带走；成功配对三题，即可成功大赢家，将可把三倍的奖金带回家。

## 外部連結
- 在此可收看《贰叁零之役》前集